# Vitesse individuelle féminine aux Jeux olympiques d'été de 2000
Navigation
Atlanta 1996 Athènes 2004
La compétition de vitesse individuelle féminine aux Jeux de 2000 a lieu du 18 au 20 septembre 2000. Les duels sont disputés sur 3 tours de piste (soit 750 mètres) et les temps sont calculés sur les 200 dernier mètres.

## Résultats

### Qualifications (18 septembre)
Chaque cycliste réalise un temps sur 200 mètres qui permet d'attribuer les têtes de série.
| Rang | Cycliste          | Pays             | Temps      |
| ---- | ----------------- | ---------------- | ---------- |
| 1    | Félicia Ballanger | France           | 11 s 262 Q |
| 2    | Oksana Grishina   | Russie           | 11 s 439 Q |
| 3    | Tanya Dubnicoff   | Canada           | 11 s 494 Q |
| 4    | Michelle Ferris   | Australie        | 11 s 512 Q |
| 5    | Daniela Larreal   | Venezuela        | 11 s 526 Q |
| 6    | Szilvia Szabolcsi | Hongrie          | 11 s 545 Q |
| 7    | Iryna Yanovych    | Ukraine          | 11 s 548 Q |
| 8    | Tanya Lindenmuth  | États-Unis       | 11 s 649 Q |
| 9    | Wang Yan          | Chine            | 11 s 650 Q |
| 10   | Kathrin Freitag   | Allemagne        | 11 s 792 Q |
| 11   | Fiona Ramage      | Nouvelle-Zélande | 11 s 803 Q |
| 12   | Mira Kasslin      | Finlande         | 12 s 194 Q |

### Premier tour (18 septembre)
Le premier tour consiste en six séries de deux coureuses réparties en fonction du temps des qualifications. Les vainqueurs accèdent aux huitièmes de finale, les perdantes vont en repêchage.
| Série | Rang | Cycliste          | Pays             | Temps    |
| ----- | ---- | ----------------- | ---------------- | -------- |
| 1     | 1    | Félicia Ballanger | France           | 12 s 257 |
| 1     | 2    | Mira Kasslin      | Finlande         |          |
| 2     | 1    | Oksana Grishina   | Russie           | 12 s 195 |
| 2     | 2    | Fiona Ramage      | Nouvelle-Zélande |          |
| 3     | 1    | Tanya Dubnicoff   | Canada           | 12 s 414 |
| 3     | 2    | Kathrin Freitag   | Allemagne        |          |
| 4     | 1    | Michelle Ferris   | Australie        |          |
| 4     | 2    | Wang Yan          | Chine            | 12 s 078 |
| 5     | 1    | Daniela Larreal   | Venezuela        | 12 s 375 |
| 5     | 2    | Tanya Lindenmuth  | États-Unis       |          |
| 6     | 1    | Iryna Yanovych    | Ukraine          | 12 s 015 |
| 6     | 2    | Szilvia Szabolcsi | Hongrie          |          |

### Premier tour - Repêchages (18 septembre)
Les six perdantes du premier tour se mesurent dans trois séries de trois coureuses, chaque gagnante est repêché pour les huitièmes de finale.
| Série | Rang | Cycliste          | Pays             | Temps      |
| ----- | ---- | ----------------- | ---------------- | ---------- |
| 1     | 1    | Szilvia Szabolcsi | Hongrie          | 12 s 625 Q |
| 1     | 2    | Wang Yan          | Chine            |            |
| 1     | 3    | Mira Kasslin      | Finlande         |            |
| 2     | 1    | Tanya Lindenmuth  | États-Unis       | 12 s 275 Q |
| 2     | 2    | Kathrin Freitag   | Allemagne        |            |
| 2     | 3    | Fiona Ramage      | Nouvelle-Zélande |            |

### Quarts de finale (19 septembre)
Pendant ces quatre quarts de finale, les coureurses s'affrontent dans des duels au meilleur des trois manches. Les quatre gagnantes sont qualifiées pour les demi-finales, alors que les éliminées s'affronteront pour les places 5 à 8.
| Série | Rang | Cycliste          | Pays       | Résultats |
| ----- | ---- | ----------------- | ---------- | --------- |
| 1     | 1    | Félicia Ballanger | France     | 2         |
| 1     | 2    | Tanya Lindenmuth  | États-Unis | 0         |
| 2     | 1    | Oksana Grishina   | Russie     | 2         |
| 2     | 2    | Szilvia Szabolcsi | Hongrie    | 0         |
| 3     | 1    | Iryna Yanovych    | Ukraine    | 2         |
| 3     | 2    | Tanya Dubnicoff   | Canada     | 0         |
| 4     | 1    | Michelle Ferris   | Australie  | 2         |
| 4     | 2    | Daniela Larreal   | Venezuela  | 1         |

### Demi-finales (20 septembre)
Les coureuses s'affrontent dans des duels au meilleur des trois manches. Les deux gagnantes se qualifient pour la finale.
| Série | Rang | Cycliste          | Pays      | Résultats |
| ----- | ---- | ----------------- | --------- | --------- |
| 1     | 1    | Félicia Ballanger | France    | 2         |
| 1     | 2    | Michelle Ferris   | Australie | 0         |
| 2     | 1    | Oksana Grishina   | Russie    | 2         |
| 2     | 2    | Iryna Yanovych    | Ukraine   | 0         |

### Classement 3-4 (20 septembre)
Les coureuses s'affrontent pour la médaille de bronze au meilleur des trois manches. Comme Iryna Yanovych remporte les deux premières manches, la troisième n'est pas courue.
| Rang | Cycliste        | Pays      | Résultat |
| ---- | --------------- | --------- | -------- |
| 3    | Iryna Yanovych  | Ukraine   | 2        |
| 4    | Michelle Ferris | Australie | 0        |

### Finale (20 septembre)
La finale se dispute au meilleur des trois manches. Félicia Ballanger remporte la troisième manche et devient championne olympique pour la deuxième fois consécutive.
| Rang | Cycliste          | Pays   | Résultat |
| ---- | ----------------- | ------ | -------- |
| 1    | Félicia Ballanger | France | 2        |
| 2    | Oksana Grishina   | Russie | 1        |

### Classement final
- Résultats des matchs de classement
- Classement final

## Sources
- Résultats